# Tērvete
Tērvete er en landsby i Letland. Byen blev første gang nævnt i den livonske rimede krønike og er kendt for ruinerne af Tērvete slot bygget af kongerne i det vestlige Zemgale i middelalderen.

## Historie
Ifølge en populær legende lavede den zemgalske konge Namejs en ring kaldet "namejs" for at kunne blive identificeret af sin familie. Imidlertid fik hans fjender fat i oplysningen og søgte efter ringen for at dræbe kongen. Landsbyboerne lavede lignende ringe for at beskytte kongen. Ringen er i dag en populær ring i Letland og kan købes som souvenir.
I 1286 blev det zemgaliske slot Tērvete, der var et af de sidste zemgalske støttepunkter, ødelagt af den Liviske Orden efter slaget ved Durbė. I 1335 byggede den Liviske orden en træborg Hof zum Berge (lettisk: Kalnamuiža), hvor det tidligere fæstningsværk havde været placeret, træborgen blev ødelagt af litauiske styrker i 1445.

## Arkæologiske udgravninger
I 1819 erklærede K. F. Watson at borgbanken på højre bred af Tērvete floden var det legendariske Tērvete slots, der er beskrevet i krøniker fra middelalderen. Borgbanken blev udgravet af August Bielenstein mellem 1866 og 1892. Det lettiske Historiske Museum foretog udgravninger i 1952-53 og 1954-59
Tērvete har et museum, et posthus, overnatningsmuligheder, tankstation og spisesteder.
Der løber en å igennem byen, Tērvete å.
Tērvete er også en flylandingsbane som formentligt blev benyttet under 2. verdenskrig.